# بردفرد (تنسی)
بردفرد(به انگلیسی: Bradford) شهری در ایالت تنسی کشور ایالات متحده آمریکا است، که جمعیت آن در سرشماری سال ۲۰۱۰ میلادی، ۱٬۰۴۸ نفر بوده‌است.